# Almirante Grau
Die Almirante Grau (Kennung: CLM-81), gebaut als De Ruyter aus der De-Zeven-Provinciën-Klasse der Königlich Niederländischen Marine, war ein Kreuzer. Sie wurde 1953 in Dienst gestellt. Dieser Kreuzer war, zusammen mit seinem Schwesterschiff De Zeven Provinciën, das größte in den Niederlanden gebaute Kriegsschiff.
Nach ihrer Laufbahn bei der niederländischen Marine im Jahre 1972 wurde sie an Peru verkauft, wo sie 1973 als Almirante Grau wieder in Dienst gestellt wurde. Die peruanische Marine stellte sie am 26. September 2017, 78 Jahre nach ihrer Kiellegung, außer Dienst. Das Schwesterschiff wurde ebenfalls 1976 an Peru verkauft.

## Geschichte

### Niederländische Marine
Der Kreuzer wurde am 5. September 1939 bei Wilton-Fijenoord in Schiedam als De Zeven Provinciën unter der Baunummer 670 auf Kiel gelegt. Zusammen mit ihrem Schwesterschiff Eendracht war sie als Ersatz für die veralteten Kreuzer der Java-Klasse vorgesehen. Nach der deutschen Besetzung der Niederlande wurde der Bau langsam fortgesetzt, aber später von der Besatzungsmacht unterbunden. Am 24. Dezember 1944 wurde der Rohbau zu Wasser gelassen, um als Wasserwegssperre zu dienen. Dieser Plan konnte aber nicht mehr ausgeführt werden und der unvollendete Rumpf blieb im Hafen von Schiedam liegen.
Nach dem Kriegsende und der Bergung des Rohbaus begann die Fertigstellung nach stark modifizierten Plänen. Vor allem musste die Bewaffnung komplett neu geplant werden. Die ursprünglich vorgesehenen, in Schweden bestellten Geschütztürme waren nicht mehr lieferbar, da die schwedische Marine sie bereits für die eigene Tre-Kronor-Klasse verwendet hatte. Das Schiff musste zudem umbenannt werden, da am 22. August 1950 von Königin Juliana das Schwesterschiff, die ehemalige Eendracht, als De Zeven Provinciën in Rotterdam getauft wurde. So wurde in Anlehnung an den 1942 in der Javasee gesunkenen leichten Kreuzer (damals die größte Einheit der niederländischen Marine) der Name De Ruyter gewählt. Damit war es das neunte Schiff, das nach dem Admiral Michiel de Ruyter benannt wurde.
Die De Ruyter konnte jedoch erst am 18. November 1953 in Dienst gestellt werden. Mit der 926 Mann starken Besatzung und Königin Juliana sowie ihrem Mann Prinz Bernhard an Bord unternahm das Schiff 1955 eine Fahrt zu den Niederländischen Antillen. Während das Schwesterschiff De Zeven Provinciën Anfang der 1960er-Jahre modernisiert und mit Lenkwaffenstartern ausgerüstet wurde, unterblieb diese Umrüstung bei der De Ruyter aus Geldmangel.

### Peruanische Marine

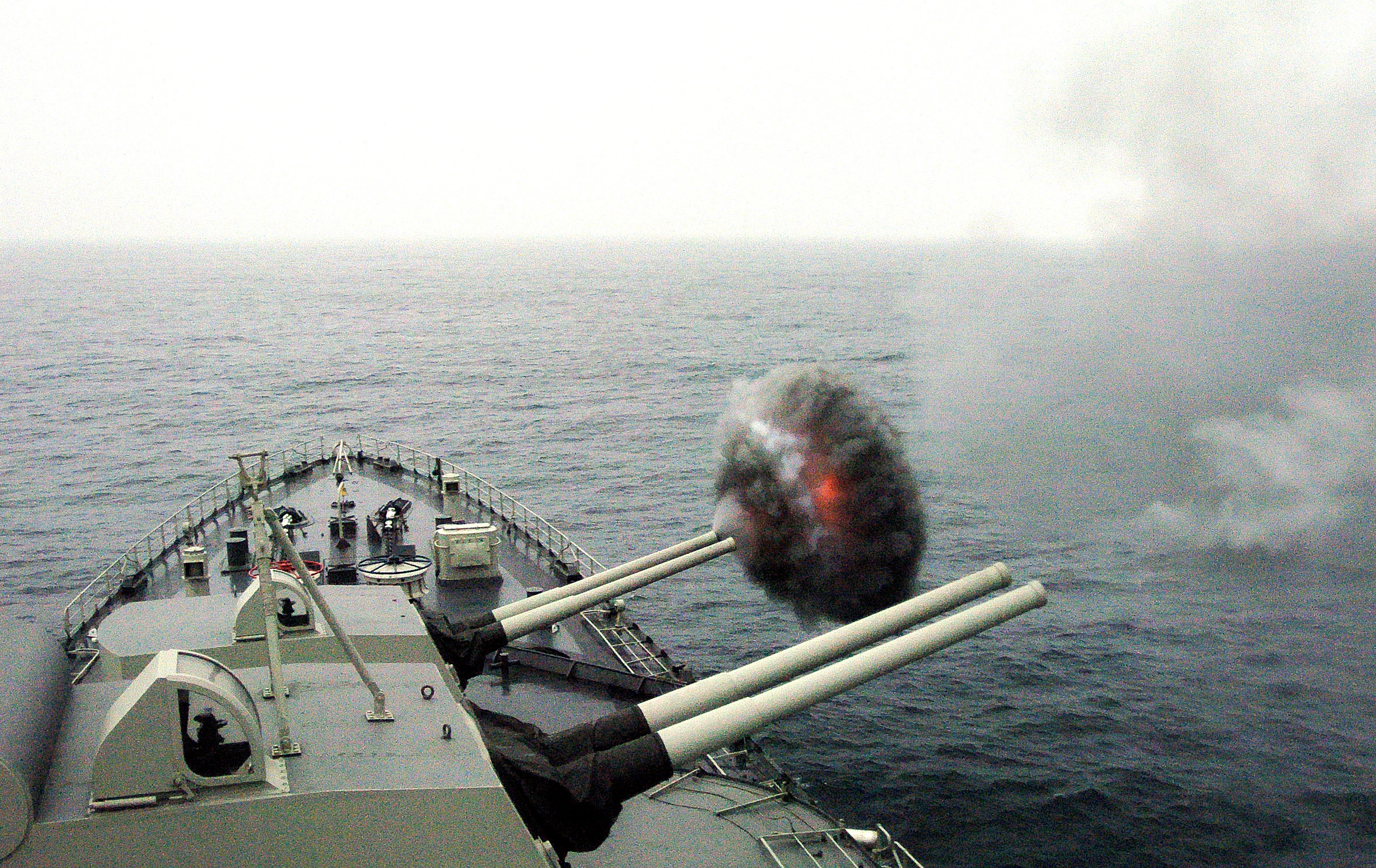
Die Almirante Grau im Manöver UNITAS

Nach der Außerdienststellung bei der Koninklijke Marine im Jahre 1972 verkauften die Niederlande das Schiff an Peru, wo es am 23. Mai 1973 als Almirante Grau wieder in Dienst gestellt wurde. Sie war bis 2017 im Einsatz und zuletzt das letzte aktive Kriegsschiff mit schwerer Artillerie als Hauptbewaffnung. In den Jahren 1985 bis 1988, während am Schiff in Amsterdam Modernisierungsarbeiten vorgenommen wurden, wurde der Name in Proyecto de Modernización 01 bzw. PM-01 geändert. Während dieser Zeit wurde das Schwesterschiff Aguirre als Almirante Grau geführt.